# Pseudamia
Pseudamia es un género de peces de la familia Apogonidae, del orden Perciformes. Este género marino fue descrito científicamente en 1865 por Pieter Bleeker.

## Especies
Especies reconocidas del género:
- Pseudamia amblyuroptera (Bleeker, 1856)
- Pseudamia gelatinosa J. L. B. Smith, 1956
- Pseudamia hayashii J. E. Randall, Lachner & T. H. Fraser, 1985
- Pseudamia nigra G. R. Allen, 1992
- Pseudamia rubra J. E. Randall & H. Ida, 1993
- Pseudamia tarri J. E. Randall, Lachner & T. H. Fraser, 1985
- Pseudamia zonata J. E. Randall, Lachner & T. H. Fraser, 1985